# Xander Corvus

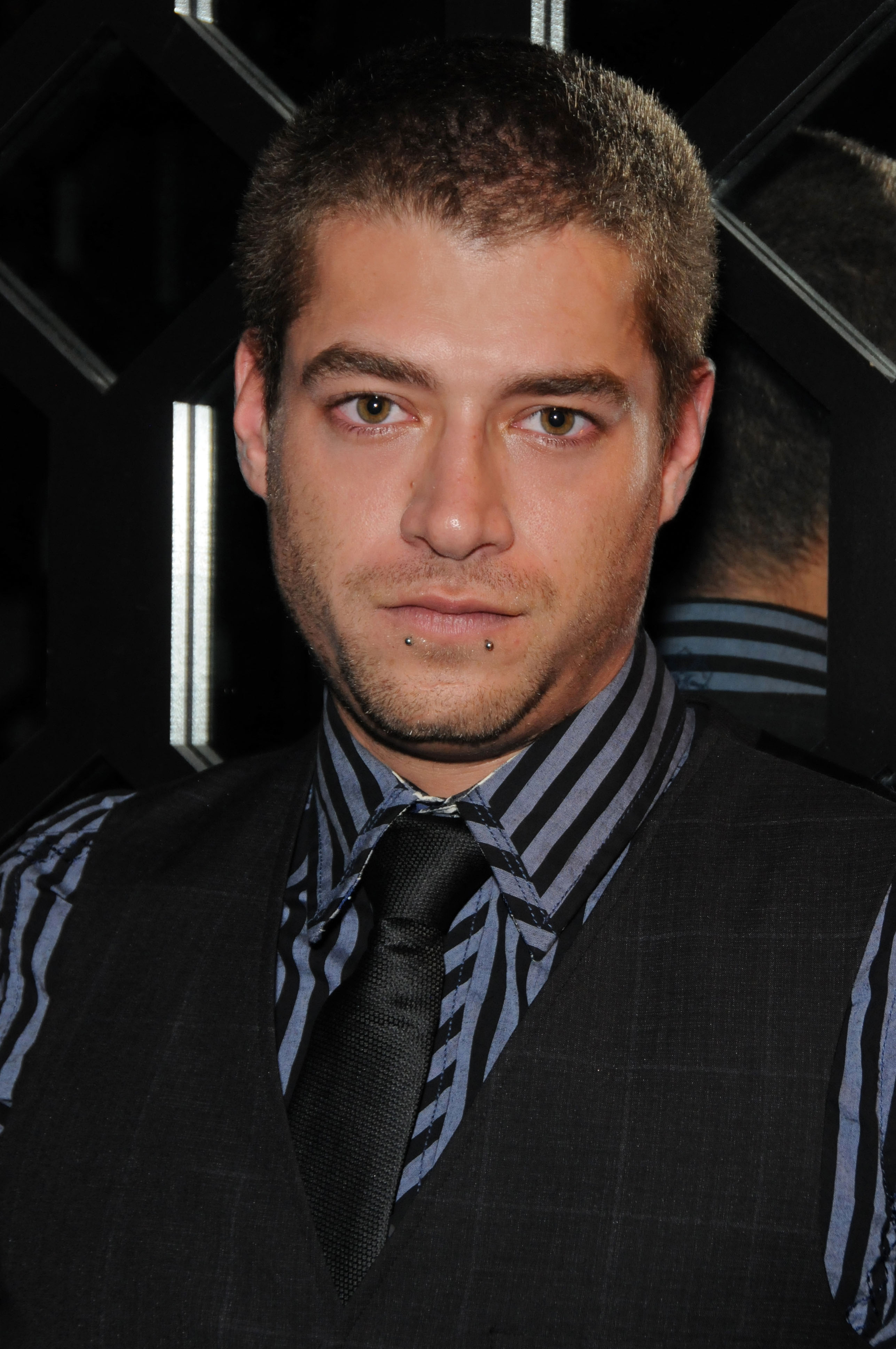
Xander Corvus (2013)

Xander Corvus (geboren am 18. November 1988 in Columbus, Ohio; bürgerlich Mychael Burns) ist ein US-amerikanischer Pornodarsteller und Sänger.

## Leben
Xander Corvus begann seine Karriere als Pornodarsteller 2010 im Alter von 21 Jahren. Im Jahr 2011 erhielt er den XRCO Award in der Kategorie „New Stud“, in den beiden darauf folgenden Jahren war er in der Kategorie „Best Actor“ nominiert. Bereits 2011 als „Bester Darsteller“ nominiert war er bei den in Deutschland verliehenen Erotic Lounge Awards. 2012 erhielt er die AVN Awards als „Best Newcomer“ und für seine Darstellung als Data im Film Star Trek: The Next Generation – A XXX Parody den Preis als „Best Supporting Actor“. Im gleichen Jahr war er nominiert für seine Teilnahme an einer Gruppensexszene in Orgy: The XXX Championship und für seine Rolle als Spider-Man in Spider-Man XXX: A Porn Parody sowohl für die „Best Anal Sex Scene“ gemeinsam mit Brooklyn Lee als auch für die „Most Outrageous Sex Scene“ gemeinsam mit Capri Anderson. 2014 war er in der Kategorie „Best Three-Way Sex Scene“ in Wolverine XXX – An Axel Braun Parody nominiert und erhielt erneut den AVN Award als „Best Supporting Actor“ für den Film Underworld 2015 war er nominiert als Male Performer of the Year, in der Kategorie Best Boy/Girl Sex Scene gemeinsam mit Maddy O’Reilly in The Sexual Liberation of Anna Lee und für den Film Nymphos in der Kategorie „Best Group Sex Scene“. Für den Film Holly… Would erhielt er den AVN Award in diesem Jahr wiederum als „Best Supporting Actor“.
Corvus erlangte Aufmerksamkeit über die Sexindustrie hinaus, als wegen der bekannt gewordenen HIV-Infektion der Darstellerin Cameron Bay im August 2013 ein Moratorium für Pornofilme in San Fernando Valley, dem Hauptort der amerikanischen Pornoindustrie, beschlossen wurde. Cameron Bay hatte ihre letzten Aufnahmen vor dem Test mit Xander Corvus.
2014 war er mit Dani Daniels liiert. Von 2015 bis 2017 war er in einer Beziehung mit Vanesa Moran. 2018 folgte eine Beziehung mit Jessa Rhodes.
Er ist Mitglied der Band Circle of Violence.

## Auszeichnungen

### AVN Awards
- 2012: Best Supporting Actor (Star Trek: The Next Generation - A XXX Parody)
- 2012: Best Male Newcomer
- 2014: Best Supporting Actor (Underworld)
- 2015: Best Supporting Actor (Holly... Would)[2]
- 2017: Best Actor (The Preacher’s Daughter)[6]
- 2018: Best Group Sex Scene (in Angela: Volume 3 zusammen mit Angela White, Mick Blue, Markus Dupree, Toni Ribas und John Strong)[7]
- 2025: Best International Anal Sex Scene in Scandalous – Scene 1 (zusammen mit Ella Hughes)[8]

### XRCO Awards
- 2011: New Stud

### XBIZ Awards
- 2014: Male Performer of the Year
- 2014: Best Scene - Feature Movie (The Temptation of Eve mit Remy LaCroix)

## Filmographie (Auswahl)
- 2011: American Dad XXX: An Exquisite Films Parody
- 2011: Spider-Man XXX: A Porn Parody
- 2011: Rezervoir Doggs
- 2011: Star Trek: The Next Generation – A XXX Parody
- 2011: Horizon
- 2012: Craving II
- 2012: Men in Black: A Hardcore Parody
- 2012: Wasteland
- 2012: Avengers XXX – A Porn Parody
- 2012: A Love Story
- 2013: The Temptation of Eve
- 2013: Wolverine XXX – An Axel Braun Parody
- 2014: Lost and Found
- 2014: Big Mouthfuls 27 & 30
- 2014: Aftermath
- 2014: The Whore Of Wall Street
- 2014: The Sexual Liberation of Anna Lee
- 2015: Kill Bill – A XXX Parody
- 2016: The Preacher’s Daughter
- 2017: Justice League XXX: An Axel Braun Parody
- 2017: Half His Age
- 2019: Killer Wives